# Народна скупштина у одступању
Народна скупштина у одступању је одржана у октобару, новембару и децембару 1915.

## Народна скупштина у одступању
Већина народних посланика налазила се у групи и кретала се углавном оним правцем којим су ишли и чланови краљевске владе. Један део народних посланика, нарочито оних који су били старији, није могао да поднесе све напоре одступања па су морали да заостају, али таквих посланика није било много. Много је већи број био оних који ce, у првим данима одступања, нису нашли у Нишу одакле је одступање стварно почето, него су или били код својих кућа у крајевима које је већ прегазила непријатељска војска, или нису могли да ради прекинутих саобраћајних веза благовремено стигну у Ниш или у једно од места у коме се правцу кретала влада са Народном скупштином. У забуни која ie настала велику је улогу играо и факат да ce, све до последњег часа, како у Нишу тако и у другим крајевима који још нису били прегажени, очекивала савезничка помоћ која је требало да стигне преко Солуна.
Из Ниша је Народна скупштина кренула према Краљеву. Врховна Команда и влада испитивале су могућност да се непријатељској војсци даде снажан отпор на Косову како би се њено напредовање бар толико успорило да се не изврши прекид главне железничке линије Врање—Скопље—Солун, одакле је требало да стигне очекивана савезничка помоћ. Међутим, прекид те пруге Бугари су извршили пре него што се очекивало, па се није могло ни мислити на неки јачи отпор. Краљево је било напуштено, a Скупштина са владом прешла је у Рашку, па у Косовску Митровицу где се такође неколико дана чекало на савездачку помоћ. Кад је већ било јасно да та помоћ не може доћи, извршено је померање до Призрена и, одатле, преко Црне Горе и Албаније до Скадра. Мислило се да ће Народна скупштина моћи да настави рад у Скадру, али се и од тога одустало прво стога што није било довољно посланика на окупу a друго стога што стварно никакав рад није био могућ. Народним посланицима није остајало ништа друго него да се страхом и зебњом посматрају догађаје и оне тешке призоре који су пратили војску и грађанске избеглице приликом одступања. Војска је била изнурена и гладна; хране није било ни за војску ни за грађанске избеглице; влада је, данима, стајала без везе са савезницима и са деловима трупа које су се налазиле на разним тачкама и при одступању. Веза са Савезницима одржавана је само телеграфски и авионима.
И у томе положају Народна скупштина је покушала да општу ситуацију колико је год могуће олакша. 16. децембра 1915. у Скадру је одржана једна конференција народних посланика на којој су учествовала 62 посланика из свих странака. На тој конференцији народни посланици су покушали да нађу начина да се критично стање бар донекле олакша мерама које је требало да предузме влада. Са кенференције, a као резултат саветовања, упућена је влади једна представка којом се предлажу потребне мере и, у исто време, црта положај војске и грађанских избеглица. Влади је стављено до знања и предложено:
- 1) Подела намирница не врши се правилно ни у онолико колико је их има, те се зло од глади и слабе исхране повећава много јаче него што би било у ствари, јер док се по командама оставља резерва у храни и хлебу, дотле се војници пате и умиру од глади; Рђава подела хране долази отуда што у пристаништу нема довољно реда за примање хране, већ једне исте јединице имају редовно, a друге не могу доћи на ред да је приме.
- 2) Смештајне прилике војника су врло рђаве. Здрави су на киши, a болесних и полу-мртвих препуне су болнице a то долази отуда што здрави немају станова a болесни и изнемогли немају болнице, хране, лекара и лекова за лечење и опорављање.
- 3) Давање новчане хране за оне војнике, за оно време за које војници нису примали своје следовање, не врши се никако или се не врши правилно, него се чине злоупотребе под изговором да је њима плаћено по некаквим списковима који се састављају било невиђено, било преваром војника. Ово се исто ради и са новчаном помоћи у сребру која се имала дати војницима, a од које војници или нису ништа добили, или не онолико, — онако, колико је и како одређено, или су место сребра добијали банкноте.
- 4) Има појединих војника који продају стоку која им је дата на руковање, и тако исто и сточну храну, што смањује и упропашћује и иначе сувише смањени број коморе и стоке у војсци.
- 5) Торбарење и препродавање животиих намирница које врше поједини војници недостојна је појава, као и што велики број војника-луталица лута стално тражећи своје команде.
- 6) Тврди се да поједини војници и други несавесни људи кувају месо од липсалих коња и волова, јер се лешине не закопавају, дају га махом избеглим војницима, тиме их трују и упропашћују.
- 7) Давање одсуства војницима у виду боловања и одашиљање у какве комисије официра и војника чије здравље није поремећено у толикој мери да у овако очајним и несретним приликама то треба чинити, ствара веру код војника и осталих официра да се напуштају и остављају сигурној пропасти, a тиме се увеличава расуло.
- 8) Велики број младића који су евакуисани по наредби владе лута и пропада, напуштен, без средстава за живот.

Све ове жалосне појаве које су непотпуно и слабо овде поређане, a које се још у јачој мери несумњиво налазе, постојале су махом и раније, бар поједине, али њихов утицај није имао онда таквог значаја и није био таквог замашаја какав данас има. Тада су оне биле злоупотребе блаже природе, a данас су највећи злочин који убија и живот војника и морал у војсци.
Да се ово зло сузбије и уништи потребан је брз и крајње енергичан корак свију фактора, а, нарочито појединих чланова владе која не сме штедети никога. Тај корак, по мишљењу конференције, састојао би се не само у потребним мерама које би можда остале без дејства и резултата, него у нарочитој инспекцији која би се поверила потпуно исправним и строго правичним људима који би по брзом извиђају предузели мере ради сузбијања овога зла и одмах лишиле слободе и положаја све личности које су се огрешиле о своју дужност.
У своме раду на сузбијању ових и сличних злих појава, влада може слободно и сигурно рачунати на потпору свију народних посланика у сваком погледу.
Достављајући ово кратко и у слабој слици, конференција народних посланика, апелујући на владу, готова је за предузете мере да подели са њом сву тежину одговорности која, у првом реду, пада на њу."
Одступање је вршено и даље, па тако није било могућности да се од предложених мера ма шта оствари. Од Скадра, посланици су отишли у Сан Ђовани где су, после владе, укрцани у пароброде и превезени у Италију и Француску a по томе на Крф где је било седиште владе.
Требало је дуго времена да се влада и Врховна команда снађу у новом положају. Предузете су хитне мере да се спасени делови војске који су превезени на Крф отму од болести, рана и опште изнурености. Народна скупштина није се могла сазвати већ и ради тога што се није знало какав је, стварно, општи и међународни положај Србије, и однос Грчке према њој, на чијој се територији налазила Круна, војска, влада и Народна скупштина. Већи део народних посланика отпутовао је у поједине центре Француске, Италије и Енглеске, где је требало пред светом изнети стање у коме се налази српски народ и радити на остварењу ратних и националних циљева. Тај рад више од свега био је потребан у томе тренутку, јер се војне операције нису могле предузимати догод се не набави потребни ратни материјал који је приликом повлачења потпуно уништен, и не изврши опоравак војника и потпуна реорганизација војске.
Народни посланици налазили су се у групама у Паризу, Риму, Лондону, Бордоу, Марсељу, и у другим великим градовима. Велик број посланика боравио је и у Солуну. Током месеца априла 1916. године једна група народних посланика у којој су били заступљени представници свију странака послала је влади писмен захтев да Народна скупштина настави рад у Француској, по могућности у Паризу, одакле се најлакше могла вршити пропаганда у корист српске и југословенске ствари. Влада није налазила да је за одржавање скупштинских седница подесан Париз, нити ма које место у Француској, с мотивацијом да је место Народне скупштине онде где се налази Круна, где је влада и одакле се могу лакше контролисати догађаји на фронту и у Србији. Влада се једно време носила мишљу да се Народна скупштина састане у Солуну, али се и од тога одустало, па је донесена одлука да се сви народни посланици сазову на Крф, где је било и стварно седиште владе.